# Walter Villa
Walter Villa (Castelnuovo Rangone, 13 de agosto de 1943 – Módena, 22 de junho de 2002) foi um motociclista e construtor de motocicletas italiano. Villa correu profissionalmente entre as décadas de 1960 e 1990, ganhando destaque nacional com a conquista de oito títulos italianos e internacionalmente com um tetracampeonato no Campeonato Mundial de Motovelocidade, este correndo pela Harley-Davidson, sendo o único a ter conquistado um título mundial pela equipe.
Nascido no coração do automobilismo italiano, Villa seguiu os passos de seu irmão Francesco Villa e iniciou sua carreira no motociclismo no início dos anos 1960, obtendo sucesso poucos anos depois, com seu primeiro título italiano em 1966, seguido de mais sete, com o último acontecendo em 1979. Entre esse período, Walter esteve em 15 temporadas do mundial de motovelocidade, obtendo um tricampeonato nas 250cc entre 1974 e 1976, com este último ano também lhe rendendo o troféu nas 350cc, todos correndo pela Harley-Davidson. Após abandonar a motovelocidade, passou a disputar corridas de resistência pela Honda e depois Ducati enquanto também auxiliava no desenvolvimento destas motos, obtendo como melhor resultado um segundo lugar no circuito de Nürburgring.
Considerado por seus contemporâneos como um dos pilotos mais completos de sua geração, Villa, embora fosse conhecido como uma pessoa de natureza amigável e generosa, dentro das pistas se tornava um competidor feroz e implacável, com o único objetivo de vencer. Apesar disso, não era considerado agressivo, mas um piloto conservador, que não se permitia ao erro. Este perfil levaria Enzo Ferrari a descrevê-lo como o 'Niki Lauda das motos' –– a thinking racer (em uma tradução livre, um piloto que pensa antes de agir), característica associada ao piloto austríaco ––. Reservado, poucas informações sobre sua vida pessoal saíram nos meios de comunicação ao longo dos anos, embora fosse conhecido que era casado e pai de dois filhos. Ele morreu em 22 de junho de 2002 de ataque cardíaco enquanto dormia.

## Primeiros anos
Walter Villa nasceu em 13 de agosto de 1943 na pequena comuna de Castelnuovo Rangone, que à época possuía uma população próxima de cinco mil habitantes, e é situada entre Maranello e Modena, na região da Emília-Romanha, localidade conhecida como o coração do automobilismo italiano por conter algumas das principais e mais cultuadas fabricantes de automóveis italianos, como Ferrari, Lamborghini e Maserati, embora a comuna seja conhecida historicamente pela produção de carne suína, com o italiano crescendo na frazione de Cavidole. Villa nasceu em um importante momento da participação italiana durante a Segunda Guerra Mundial, com o período ficando caracterizado pelo ínterim entre a deposição de Benito Mussolini em 25 de julho e a instituição da popularmente conhecida como República de Salò em 23 de setembro daquele ano no território italiano que ainda não havia sido ocupado pelos aliados.

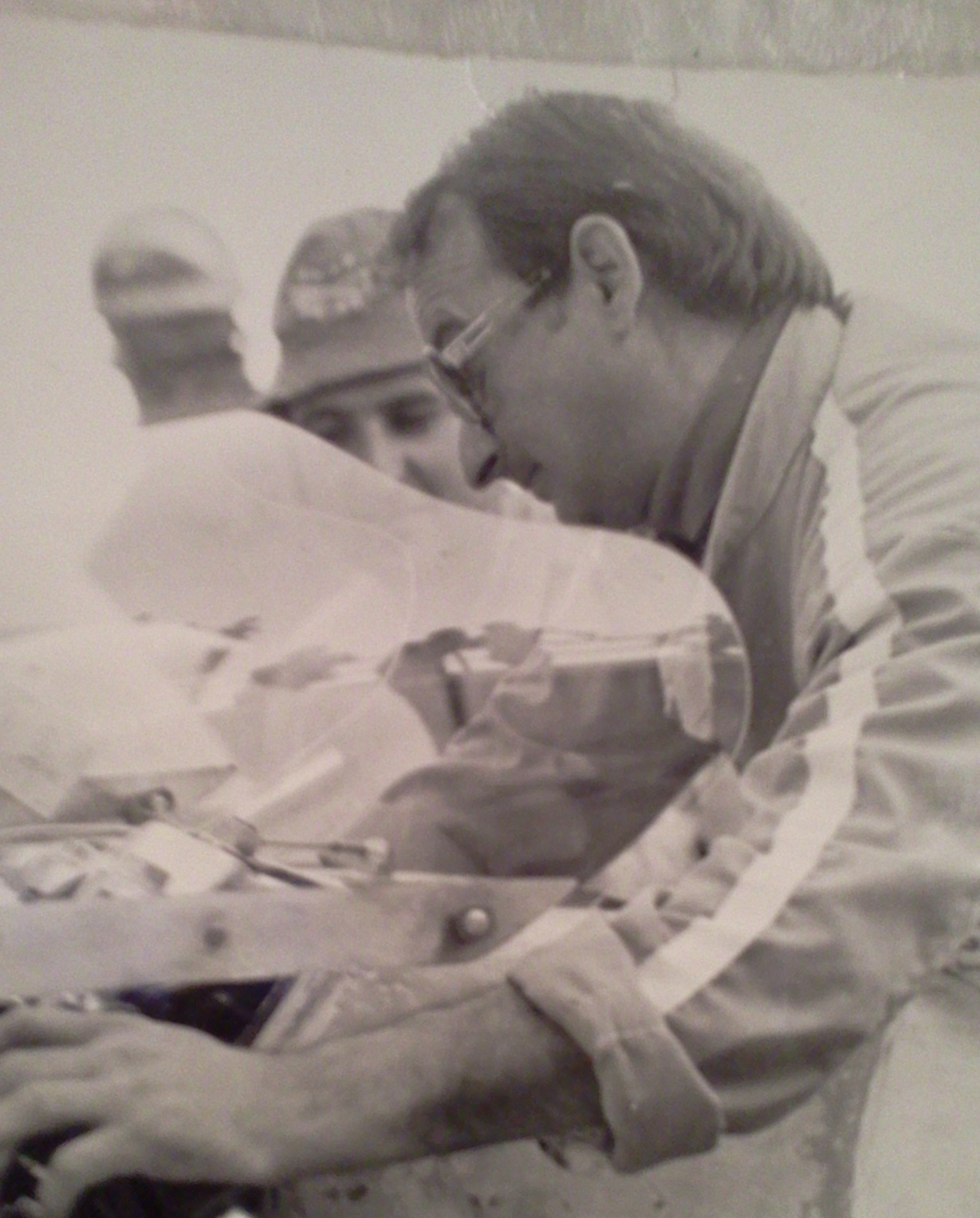
Francesco Villa em 1973. Seu irmão Francesco foi uma forte influência, parceiro e rival para Walter durante sua carreira.

Apesar da forte influência automobilística da região, acabou se envolvendo com os veículos de duas rodas, seguindo os passos de seu irmão mais velho Francesco Villa. Francesco, que era dez anos mais velho, se mostrara um talentoso piloto, conquistando o campeonato italiano de juniores das 125cc em 1956 com um feito único ao ter corrido as três corridas com três fabricantes diferentes, e o campeonato principal da mesma categoria em quatro oportunidades. Apesar disso, se tornaria mais conhecido como exímio preparador e fabricante de motocicletas, chegando a trabalhar na fábrica da Ducati em meados dos anos 1950, mesma época em que começou a disputar suas primeiras corridas –– o próprio Walter chegaria a trabalhar em uma oficina, a autorizada da MV Agusta Albinelli, quando começou a correr ––. Outro irmão, Romano, mais novo que os dois, também iniciou uma promissora carreira nas motos, mas tendo sua vida subitamente interrompida após um acidente de carro.
As primeiras experiências do castelnoveso com as motos aconteceram quando estava com 11 anos, na mesma época que seu irmão começou a disputar suas primeiras corridas e a trabalhar na Ducati; e suas primeiras corridas ocorrendo quando estava com 13 anos, participando de competições locais, com a primeira ocorrendo no Autódromo de Modena, em 1956. Sobre isso, Francesco chegou a comentar após a morte de Walter: "Fui eu que o fiz correr. Na primeira vez ele tinha 11 anos! E depois nós trabalhamos juntos nas motocicletas, na oficina. Posso dizer que, de certa forma, fui como um pai para ele. Ele era um ótimo piloto. Sinto muita falta dele, muita."
A estreia de Villa em campeonatos italianos ocorreu aos 18 anos, em 19 de março de 1962, na categoria de novatos, conhecida à época como cadetti, e se tornaria notória: correndo no mesmo autódromo de Modena em que realizou sua primeira corrida de motocicleta, em 1956, com uma Morini Settebello 175cc emprestada pelo jornalista Roberto Patrignani, terminou na terceira colocação, à frente de Giacomo Agostini, em quinto, competidor que viria a se tornar o maior vencedor do campeonato mundial de motovelocidade e à época já bastante prestigiado pelos resultados recentes. Outro notório corredor, Renzo Pasolini, que marcaria sua carreira significativamente, ficou à sua frente, em segundo.
Para 1963, disputou a categoria júnior do italiano –– à época, o campeonato italiano de velocidade era dividido em três divisões: cadetti, juniores e seniores, com estas sendo divididas em diversas categorias, com destaque para as principais, 125cc, 250cc, 350cc e 500cc. O piloto que fosse campeão de alguma categoria era promovido automaticamente para uma divisão de preferência. Aqueles que não obtivessem a conquista, podiam requisitar a promoção à federação, com esta avaliando a performance do piloto ao longo do campeonato, o que ocorreu com Villa ––, terminando na terceira colocação com uma Ducati 125cc emprestada, com duas vitórias, sendo a primeira no circuito de Riccione e a segunda em uma chuvosa prova em Ímola –– o castelnoveso seria considerado durante sua carreira quase imbatível em corridas na chuva.

## Carreira profissional

### Início
Em 1964 contou com a influência de seu irmão para conseguir correr como segundo piloto deste na equipe da Mondial pelo campeonato italiano principal de 125cc. Francesco, que havia conquistado as últimas três edições do campeonato italiano da categoria e estava começando a preterir as corridas em função do desenvolvimento das motos –– de fato, o motor utilizado naquele ano pela equipe fora preparado por ele –– encontrou em Walter um forte concorrente durante os percursos ao longo do certame, com ele terminando o campeonato uma posição à frente da sua, em quarto, com 59 pontos contra 50 seus. No prestigioso circuito de Ímola, terminou em segundo, atrás do campeão mundial Luigi Taveri, que corria com a equipe de fábrica da Honda, com seu irmão Walter ficando em terceiro. Apesar disso, ambos acabaram o campeonato ficando atrás de outro piloto que corria representando a Mondial, Giuseppe Mandolini, que ficou em terceiro, com 75 pontos.

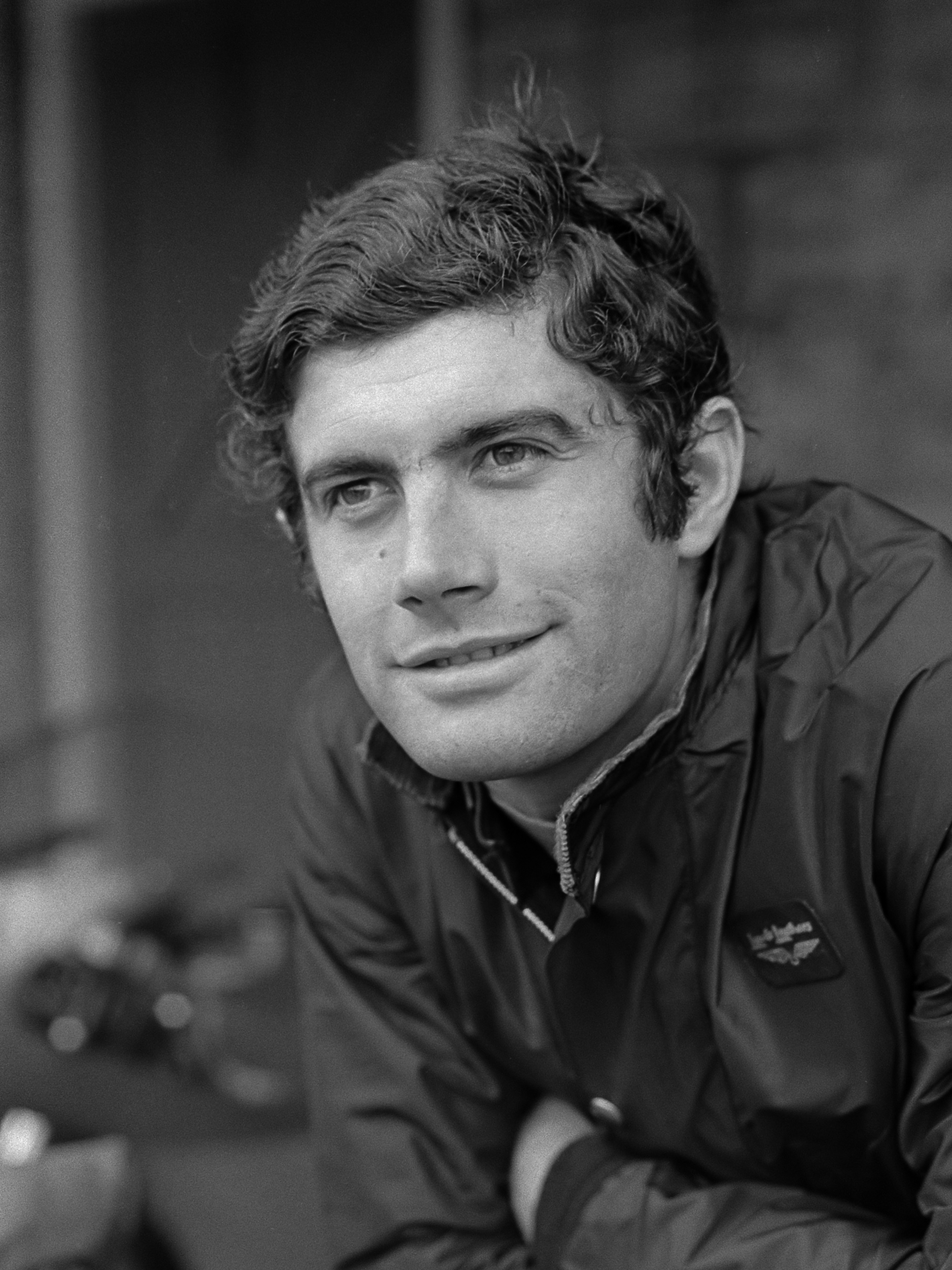
Giacomo Agostini em 1968. Villa bateu o então futuro maior vencedor dos mundiais, à época já bastante prestigiado, em sua primeira corrida em campeonatos italianos.

O desempenho de Villa durante o ano lhe rendeu um convite para trabalhar como piloto de testes da MV Agusta, que estava desenvolvendo um motor de 125cc dois tempos experimental do engenheiro alemão Peter Dürr baseado em um motor utilizado pela última vez em 1960. O projeto, no entanto, logo acabaria se mostrando infrutífero, apresentando diversos problemas de confiabilidade durante os testes ao longo de 1965, com a gerência da fábrica optando pela descontinuidade do projeto ainda naquele ano. O castelnoveso chegaria a recordar a frustração com o projeto: "No primeiro momento, eu estava feliz pela contratação, mas não participei de nenhuma corrida. Eu realizei várias voltas em Monza, mas não consegui terminar nenhuma delas sem o motor apresentar defeito".
Com a frustração do projeto, Villa requisitou a Conde Agusta permissão para disputar a última das oito etapas do campeonato italiano das 125cc naquele ano, a ser disputada no circuito de Vallelunga, com ele dizendo ao emiliano-romagnolo: "Walter, isto me agrada. Vá e vença!". O italiano correu como piloto privado, utilizando uma moto que estava sendo desenvolvida por Francesco, a Beccaccino, nome dado por Walter por causa do pássaro narceja-comum. Na corrida, contou com a sorte para terminar como o vencedor: seu irmão liderava até escorregar, perdendo posições; Giuseppe Mandolini, ainda companheiro de Francesco na Mondial, que passou a liderar, também caiu, com Walter assumindo a liderança e mantendo a posição até o fim. Conde Giuseppe Boselli, proprietário da equipe, chegaria a acusar Francesco de ter escorregado de propósito em favor de Walter por este está correndo com sua moto. Em contraste, Francesco terminou o campeonato conquistando seu último título italiano, com Mandolini terminando com o vice-campeonato, apenas quatro pontos atrás.
Ao término da temporada de 1965, Villa, que acabou sendo preterido para Agostini e Mike Hailwood nos testes da MV Agusta após a corrida de Vallelunga pelo chefe da equipe, Arturo Magni, pediu para ser liberado de seu contrato para retornar para a Mondial para ocupar a vaga de seu irmão, que estava saindo para correr com a Beccaccino no ano seguinte após Boselli não aceitar suas sugestões para o desenvolvimento da moto do próximo ano –– eventualmente, durante a temporada sua moto seria incorporada pela Montese, fabricante a qual a Beccaccino fora baseada originalmente, chegando ao ponto de ainda utilizar as carenagens desta, e onde terminou o certame correndo.
O retorno do castelnoveso logo acabou se mostrando frutífero, com ele conquistando o seu primeiro título italiano já no ano seguinte, de 1966, em um campeonato com sete etapas, novamente batendo seu irmão, desta vez com uma margem de 43 pontos (141 pontos de Walter contra 98 de Francesco), a maior diferença de pontos entre os dois primeiros colocados desde que a categoria fora instituída, em 1948, quebrando o recorde que pertencia ao seu irmão, que havia batido Giancarlo Santarelli em 1962 por 33 pontos com cinco corridas no calendário. Ironicamente, a moto utilizada por Villa naquele ano havia sido desenvolvida por Dürr em parceria com Francesco –– Francesco conquistou seu título em 1965 utilizando a moto ––, com o engenheiro alemão sendo contratado pela MV Agusta motivado pelo sucesso da equipe no campeonato. A moto havia sido desenvolvida pelos dois originalmente para as 60cc, sendo posteriormente adaptada para as 125cc após se mostrar eficiente.
Embora a edição de 1967 tenha se resumido a apenas três corridas ainda no início do ano, o emiliano-romagnolo conquista novamente o título, batendo Giuseppe Visenzi, da Montese, que ficou 21 pontos atrás. O ano também ficou marcado pela participação do italiano nas 250cc, com ele chegando à última corrida, no Autódromo de Pergusa, em uma categoria também resumida a apenas três provas, com a possibilidade de conquistar o título, juntamente a Angelio Bergamonti da Morini e Silvio Grassetti da Benelli. Apesar disso, acabou chegando apenas em quarto na corrida, atrás dos seus dois concorrentes –– com Bergamonti ainda chegando a ter problemas com o câmbio de marchas, mas terminando como o campeão ––, finalizando o campeonato em terceiro. O castelnoveso chegou a correr com a Morini, que não participava de uma competição desde 1965, na primeira corrida, antes de trocar para a Montesa para as duas seguintes. Já em 1968, Villa deixou a Mondial para correr pela equipe da Montesa também nas 125cc, novamente ocupando o lugar de Francesco, que havia alternado entre a Beccaccino, Montesa e Mondial nos dois anos anteriores, e estava correndo representando sua nova empresa, a Movo Villa, fundada naquele ano. Em mais um ano resumido a apenas três etapas, bateu seu irmão mais uma vez, conquistando o tricampeonato após terminar 17 pontos à frente de Francesco.

### Primeiras corridas no Mundial
Enquanto disputava o campeonato italiano, Villa participou de suas primeiras corridas no Campeonato Mundial de Motovelocidade, em 1967, correndo pela Montesa nas 125cc e 250cc. Sua primeira corrida se deu na primeira etapa do ano, no Grande Prêmio da Espanha, que ocorreu em 30 de abril, mas abandonando o trajeto tanto nas 125 quanto nas 250. Na corrida seguinte, pelas 125cc, disputada na Alemanha Ocidental, embora sua Montesa fosse inferior às motos de cinco cilindros da Honda e de quatro da Yamaha –– a Montesa de 250cc fora construída de forma artesanal, possuindo dois motores de 125cc acoplados. O emiliano-romagnolo também chegou a vencer Mike Hailwood e sua Honda neste mesmo ano durante uma corrida em Riccione ––, conseguiu terminar na quarta posição, resultando em seus primeiros pontos na competição. Ainda chegou a estar presente na etapa da Bélgica, mas não passando da fase do treino classificatório. Em 1968 competiu na etapa italiana da competição, nas duas categorias, abandonando como piloto privado nas 125cc e finalizando  em 11º nas 250cc ainda defendendo a Montesa.
1969 iniciou com seu primeiro pódio nos mundiais: correndo pela Montesa nas 125cc, findou em terceiro na etapa de abertura da temporada, na Espanha, realizada em 4 de maio.  Apesar disso, não conseguiu obter a classificação para as etapas da Alemanha Ocidental, na semana seguinte, e Países Baixos, em 28 de junho; voltando a disputar uma corrida apenas no GP das Nações, dado no circuito de Ímola, onde finalizou na quarta posição. Nesta corrida, contou com a companhia de Francesco, que terminou uma posição acima da sua, em terceiro. Em Ímola também correu nas 250cc, concluindo em 9º. Ainda pela categoria, participou da última etapa do ano, na Iugoslávia, no fim de semana seguinte ao italiano, terminando em 7º. O emiliano-romagnolo disputou as últimas três corridas utilizando a Moto Villa V4, influenciado pelo fato que a FIM havia tornado inutilizável a moto desenvolvida no ano anterior pelos irmãos, e que vinha obtendo sucesso entre os pilotos privados, por conta da mudança de regras do campeonato para 1970, limitando as motos a dois cilindros e transmissões de seis marchas. Na corrida da Itália, no entanto, precisaram utilizar apenas um cilindro, após falhas do motor nos testes classificatórios.
No campeonato italiano, apesar do tricampeonato seguido, Villa terminou as 125cc em 1969 apenas na quarta posição, em certame com cinco etapas, 14 pontos atrás do campeão Silvano Bertarelli, da Aermacchi. O italiano havia iniciado o ano correndo pela Montesa, mas com esta optando por abandonar as competições para se dedicar apenas a produção das motocicletas, passando a correr com a Moto Villa o restante do torneio. Embora viesse obtendo resultados consistentes com a empresa de seu irmão, passou as duas temporadas seguintes, 1970 e 1971, procurando uma equipe com suporte de fábrica, mas não obtendo sucesso, com o próprio considerado sua forte personalidade como um fator predominante na falta de sucesso. Todavia, no campeonato italiano das 125cc conseguiu finalizar no terceiro lugar em 1970 e com o vice-campeonato em 1971. Apesar do insucesso, considerou esse período como uma significativa experiência, e também chegou a vencer os 500 km de Monza utilizando uma Triumph-Koellikers 750 em parceria com Gianpiero Zubani.
O emiliano-romagnolo disputou mais algumas corridas do mundial em 1970, como piloto privado com a Moto Villa nas 125cc, participando das etapas da França, onde findou apenas na 18ª colocação, Bélgica, em 10º, e novamente na Itália, em 6º. Nos Países Baixos e Espanha, abandonou. Também esteve presente com a Moto Villa nas etapas das 250cc da França, Países Baixos e Espanha, mas abandonando em todas, com o mesmo acontecendo na única etapa das 50cc que chegou a disputar, na Bélgica. Em 1971 esteve presente com a Moto Villa nas duas primeiras corridas do ano, na Áustria e Alemanha Ocidental, tanto nas 125cc quanto nas 250cc, mas não concluindo nenhuma. Estas passaram a ser as duas últimas participações do italiano na categoria das 125cc. Em 1972 correu em apenas uma corrida, na Itália, pelas 350cc com uma moto da Yamaha, terminando em sétimo, embora tenha chegado a estar presente na última etapa, na Espanha, com a Yamaha nas 500cc e a Moto Villa nas 250cc. Ainda neste ano, encerrou em 3º nas 200 Milhas de Ímola com a equipe de seu irmão, corrida que vinha em crescente prestígio, e mesmo resultado que atingiria no ano seguinte, mas utilizando uma Kawasaki.
O italiano se estabeleceu no campeonato a partir do ano seguinte, 1973, entrando em mais cinco corridas com a Yamaha –– quatro nas 250cc e uma nas 350cc ––, embora sem o suporte de fábrica. Nas 250cc, finalizou em 10º na França, 7º na Áustria e 8º na Alemanha. A quarta corrida, disputada em Monza, na Itália, em 20 de maio, acabou sendo cancelada após o acidente que vitimou o seu conterrâneo Renzo Pasolini e o finlandês Jarno Saarinen. Já nas 350cc, obteve seu segundo pódio nos mundiais com um segundo lugar na Áustria. Ainda nesta última categoria, completou em 6º na França correndo pela Kawasaki, e conseguiu um 5º na Itália pela Benelli, mesmo sua moto tendo vazado óleo durante o trajeto prévio ao acidente que vitimou Pasolini e Saarinen. Ainda chegou a alinhar na corrida das 500cc na França, mas não finalizando.
No torneio italiano daquele ano de 1973, que ocorreu ainda no início do primeiro semestre do ano, com cinco corridas no calendário, dadas nos circuitos de Modena, Ímola, Misano, Vallelunga e novamente em Misano, terminou as 350cc na mesma posição que havia concluído no ano anterior, na quarta colocação, 23 pontos atrás do campeão Pasolini, que corrida pela Aermacchi-Harley Davidson –– em 1972 Villa terminou oito pontos atrás do campeão Giacomo Agostini, que competia com a MV Agusta ––. Já nas 250cc conquistou o título correndo com uma moto da Yamaha, embora não recebesse o suporte da fábrica, batendo o então atual campeão Pasolini, por 16 pontos de diferença, e outro forte concorrente naquele ano, Saarinen.

### Acidente em Monza

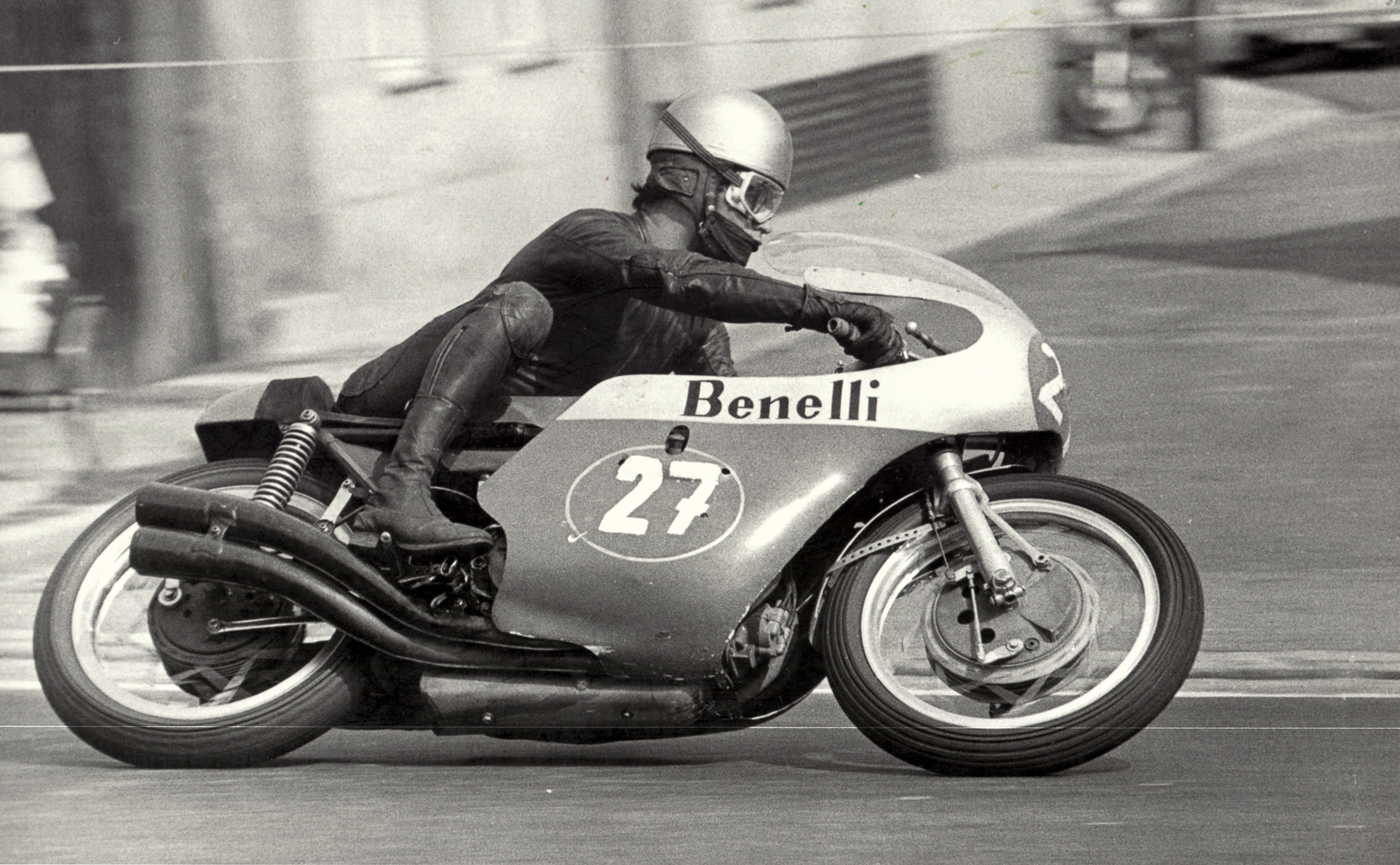
Renzo Pasolini em 1969. Villa fora contratado pela Harley-Davidson como substituto de Pasolini mesmo tendo sido considerado o responsável pela morte de seu conterrâneo.

A corrida na Itália realizada em 20 de maio de 1973 que acabou vitimando Pasolini e Saarinen ficou marcada pelo envolvimento de Villa no acidente ocorrido ainda na primeira curva da prova das 250cc. Pasolini, que estava em segundo após a largada, atrás de Dieter Braun, caiu na primeira curva após a reta de largada, conhecida como Curvone, com sua moto batendo contra o guardrail e retornando para a pista, com ela acertando Saarinen, que fora arremessado de sua moto. Apesar de Pasolini conseguir se levantar, Chas Mortimer não conseguiu desviá-lo e acabou acertando-o. Ambos morreram no momento do impacto. Outros 12 pilotos caíram como consequência, com Börje Jansson, Hideo Kanaya, Víctor Palomo e Fosco Giansanti sofrendo ferimentos leves. Villa acabou se machucando gravemente, sendo levado ao hospital inconsciente após uma forte batida –– o castelnoveso não conseguia lembrar do ocorrido no dia mesmo anos após o acidente por conta do impacto.
Como não houve registro em vídeo do acidente, apenas fotográficos e o testemunho de pessoas que estavam assistindo a corrida, os motivos do acidente têm sido controversos desde então. Inicialmente, Villa fora creditado como o responsável após sua Benelli ter vazado quase dois litros de óleo na pista na Curvone no final da prova anterior, das 350cc, embora a corrida tivesse continuado sem incidentes –– o italiano também concluiu o trajeto após insistência da equipe da Benelli, para que ele obtivesse o máximo de pontos possíveis ––. Apesar disso, os pilotos encontraram dificuldades no local ainda duranta a prova, com eles inicialmente se recusando a largar para as 250cc por conta disto, mas sendo convencidos do contrário. Segundo os oficiais de prova, a quantidade de óleo na pista era muito pequena para que houvesse necessidade de limpeza, embora estes tenham eventualmente alterado a versão, dizendo que não foi encontrado óleo na pista, apesar de jornalistas e pilotos como John Dodds terem sido enfáticos à administração que havia óleo no local antes da prova, com Dodds chegando a ser ameaçado de expulsão do autódromo caso continuasse com a insistência.

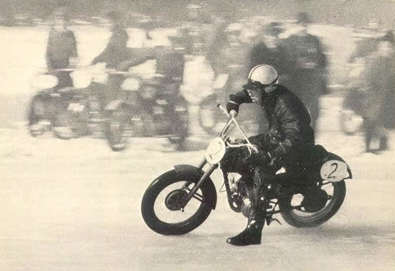
Jarno Saarinen em 1963. Saarinen fora outro que morrera em virtude do acidente em Monza.

Após o acidente, uma investigação oficial foi conduzida pelos organizadores do evento. Estes concluíram que a Aermacchi-Harley-Davidson de Pasolini travou o motor, sofrendo uma engripada, em parte causada por conta de uma modificação apressada da equipe da Harley, como é popularmente conhecida, para transformar o motor de refrigerado a ar para líquido apenas poucas semanas antes. A própria equipe ítala-estadunidense acabaria reconhecendo a versão oficial como correta, embora testemunhas descreditassem a versão, alegando que o pneu da frente da moto de Pasolini foi o primeiro a perder contato com o asfalto, contradizendo o esclarecimento divulgado.
A Yamaha, equipe que Saarinen defendia e liderava o campeonato tanto nas 250cc quanto nas 500cc até o momento do acidente, desistiu de participar do restante da temporada naquele ano como sinal de respeito ao finlandês. Outros circuitos, como Opatija, na Iugoslávia, e Imatra, na Finlândia, e o TT da Ilha de Man, que ocorre na ilha homônima britânica, acabariam sendo excluídos da competição ao longo dos anos seguintes também como consequência do acidente. A etapa britânica acabou por ser substituída pelo circuito de Silverstone. O próprio circuito de Monza voltaria ao calendário do campeonato apenas em 1981.
Embora tivesse ficado abalado com o ocorrido, a ponto de ficar três dias sem conseguir falar e chegar a considerar sua aposentadoria das pistas, Villa voltou a correr menos de um mês depois, em 17 de junho, tomando parte da etapa da Iugoslávia. Apesar disso, se envolveu em novo acidente, quebrando o braço, com a Benelli optando por dispensá-lo da equipe por conta disto. Sobre o ocorrido, chegaria a declarar anos depois: "Eu fui chutado pela Benelli e considerado um piloto perigoso. Minha carreira parecia ter acabado, mas após esses dois acidentes, eu estava apenas grato por estar vivo".

### Harley-Davidson
Apesar de seu histórico recente, principalmente seu envolvimento no acidente de Monza, Villa terminou o ano sendo contrato pela equipe de fábrica da Harley-Davidson para substituir Pasolini, que defendia a equipe até então. A empresa estadunidense havia comprado 50% da Aermacchi em 1960 visando a construção de motos de menor cilindrada, e estava adquirindo o restante das ações da empresa italiana através de sua nova proprietária, a American Machine and Foundry, mais conhecida pelo acrônimo AMF, que havia adquirido a Harley ainda em 1969, e também estava começando a investir fortemente no mundial como estratégia de vendas, optou pela manutenção de um piloto italiano por conta das instalações de seu plantel de competições está localizado na Itália.
Os investimentos que a AMF estava realizando através da Harley-Davidson no certame também reforçaram o período de transição em que o motociclismo estava passando, entre os anos 1960 e 1970, que marcou o fim do período amador do esporte a motor, onde as equipes funcionavam descentralizadas, sem a necessidade do apoio de fábrica para correr, e o início da era profissional da categoria, com o surgimento de patrocinadores e associações de pilotos. Este período também ficou marcado pela dominância italiana no campeonato mundial de motovelocidade, mas também o início da dominância das marcas japonesas –– seu irmão Francesco deixou de fabricar motocicletas para competições de velocidade e passou a trabalhar com as fora-de-estrada no mesmo período motivado pelas dificuldades encontrados pelos fabricantes com menor influência frente aos maiores, como Honda e Yamaha.
Em um período de transição também caracterizado pela similaridade entre as motos que competiam, utilizando como base a Yamaha TD2B, ao ponto das equipes concorrentes utilizarem partes desta em suas próprias motos, a habilidade, temperamento, estilo de pilotagem e meticulosidade do emiliano-romagnolo não apenas se adequaram ao perfil da equipe da Harley-Davidson, que era conhecida como Il nido del cuculo (O ninho do cuco, em uma tradução livre) por conta de sua astúcia, motivação e ambição, mas também tiveram um enorme impacto no campeonato. Gilberto Milani, responsável pelo desenvolvimento da moto da Harley, lembra de Villa testando-a mais de mil vezes com diferentes tipos de amortecedores antes do início das competições, com este mantendo os resultados apenas para si, e os utilizando para comparar com os dos demais pilotos. Milani completara dizendo: "Foi estranho, ele me deixou louco, me forçando a experimentar 50 tipos de amortecedores e depois correndo com os originais, mas quanta satisfação!". Esta característica lhe renderia uma associação com padres católicos antes de uma congregação, e o apelido de Il reverendo (O reverendo, em italiano).

#### Tetracampeonato mundial

##### 1974
Nós fomos os últimos dos pioneiros, e os primeiros profissionais de verdade. Eu tive meu primeiro patrocínio pessoal no início dos anos 1970, uma fabricante de móveis chamada Macar, enquanto Johnny Cecotto ganhou uma fortuna por usar um capacete da Lem.

– Villa falando sobre a transição do esporte a motor nos anos 1970.
Embora 1974 fosse o primeiro ano desde 1957 em que três grandes fabricantes –– MV Agusta, Suzuki e Yamaha –– se inscreveram no campeonato, a Harley ofereceu um contrato em seu primeiro ano que não previa salário, apenas o dinheiro oriundo dos prêmios e as despesas das corridas pagas.  Aliado a isto, era o primeiro ano da equipe correndo com um motor refrigerado a água, que vinha sendo desenvolvido desde o ano anterior, e aumentava a potência dos 50 horses power (50,69 cavalos-vapor) obtidos nas 10 mil rpm para 58 horses power (58,80 cavalos-vapor) nas 12 mil rpm, chegando a velocidade máxima de 150 milhas por hora (241,4 quilômetros por hora). A RR250 também contava naquele ano com um novo design, que permitia a rápida substituição do motor e transmissão quando fosse necessário, característica pouco usual à época. O francês Michel Rougerie também fora contratado para aquela temporada, este inicialmente considerado um dos favoritos ao título.
Não tendo estado nas duas primeiras etapas do ano, na França, onde não havia corrida das 250cc e Alemanha Ocidental, boicotada naquele ano por conta da pergiosidade do circuito de Nürburgring, a sua estreia no mundial pela equipe ocorreu nas 350cc, na terceira etapa do ano, no Grande Prêmio da Áustria, realizado em 5 de maio, finalizando na sexta posição, uma posição abaixo de seu companheiro Rougerie, que chegou a liderar a corrida até ter um problema elétrico em sua moto. Já sua estreia nas 250cc se deu em 19 de maio, pelo GP das Nações, realizado em Ímola, na Itália. Villa obteve a pole position no treino classificatório das 250cc, largando na frente e terminando a corrida como o vencedor, garantindo a sua primeira vitória em mundiais, bem como a primeira vitória da fábrica utilizando o nome Harley-Davidson. Seu companheiro chegou a liderar a corrida, quando deixou que Villa o ultrapassase. O italiano também realizou a volta mais rápida da categoria naquele dia. Durante a cerimônia de premiação, a coroa de flores da vitória lhe fora entregue pela viúva de Renzo Pasolini, Anna Pasolini. Ainda nesta etapa, o italiano também participou da corrida das 350cc, encerrando na quarta colocação.
Tendo boicotado o TT da Ilha de Man, corrida que, assim como vários pilotos na época, boicotava devido a sua perigosidade, ganhou sua segunda corrida disputada nas 250cc, em 29 de junho, no TT de Assen, nos Países Baixos, contando com a queda de Kenny Roberts, que havia largado na frente, embora este ainda tenha conseguido terminar em terceiro na única corrida que finalizou em seu primeiro ano no mundial. Na corrida das 350cc, chegou em nono, obtendo seus dois últimos pontos na categoria neste ano –– ele encerrou em 16º lugar na classificação geral, com 15 pontos ––. Já na Bélgica, em 7 de julho, conseguiu chegar apenas sexto lugar, atrás de seu companheiro de equipe, que concluiu em um 5º lugar.
Voltou a subir no pódio no GP da Suécia, dado duas semanas depois, chegando em segundo, atrás do japonês Takazumi Katayama, da Yamaha, contando com o trabalho em equipe com Rougerie. Esta corrida, embora Villa viesse em uma sequência de três etapas sem vitória, acabou consolidando sua liderança por conta dos resultados desfavoráveis de seus concorrentes. Voltou a vencer na Finlândia, corrida realizada uma semana depois, também obtendo o melhor tempo de volta. No GP da Tchecoslováquia, disputado em 25 de agosto, embora Rougerie tenha largado na frente, liderou do início ao fim, terminando novamente como o vencedor e obtendo o melhor tempo de volta. Apesar de ter duas corridas a serem disputadas ainda, obteve vantagem suficiente na Tchecoslováquia para garantir o seu primeiro título mundial, bem como da Harley-Davidson. Seus concorrentes na disputava, os pilotos da Yamaha Katayama e Dieter Braun, este o então atual campeão, não tinham mais como ultrapassá-lo na pontuação final, com Katayama ainda chegando a ser ultrapassado por Patrick Pons ao término do torneio.
Nas duas corridas restantes do campeonato após seu título, da Iugoslávia e Espanha, não obteve pontuação. Na primeira, realizada em 8 de setembro, abandonou nas 250cc e chegou em 13º nas 350cc. Já na Espanha, disputada duas semanas depois da corrida nos Bálcãs, e que ficou marcada pela morte de um integrante da equipe de organizadores, também abandonou. O italiano terminou o campeonato com 77 pontos, 19 pontos à frente do vice-campeão Braun. Por conta de uma discrepância na documentação da equipe, no entanto, a Harley-Davidson não pôde ser premiada como o time vencedor do campeonato de construtores daquele ano.
Villa havia completado 31 anos apenas 12 dias antes de conquistar o título, período relativamente tardio para a conquista do primeiro troféu no esporte a motor, mas sustentado pelo fato de que havia poucas vagas disponíveis nas equipes mais fortes, com o suporte da fábrica, e forte concorrência para a obtenção destas, aliado a sua forte personalidade. Gilberto Milani, relembrando a contratação do italiano após sua morte, disse: "Eu queria Walter após a morte de Pasolini, e a confiança foi retribuída." Apesar disso, chegou a participar das etapas da Áustria, Bélgica e Tchecoslováquia nas 500cc, mas abandonando todas; no campeonato italiano terminou com o vice-campeonato nas 250cc, três pontos atrás do piloto da Yamaha Armando Toracca, e em terceiro nas 350cc, 23 pontos atrás do campeão Mario Lega e treze atrás do vice-campeão Giuseppe Elementi, ambos defendendo a Yamaha.

##### 1975
A temporada de 1975 contou com novos pneus slicks da Goodyear para a Harley, os quais Villa descreveu como a inovação tecnológica mais importante durante sua carreira –– de fato, foi necessário desenvolver novas peças estruturais com qualidade superior para se adequarem às exigências dos novos pneus por estes estarem danificando peças estruturais por conta de sua elevada resistividade ––, e uma maior dominância da Harley-Davidson, com as duas primeiras colocações na tabela das 250cc ficando com os dois pilotos da equipe, Villa e Rougerie, com o italiano conquistando o bicampeonato sobre Rougerie apenas por uma questão técnica.
A primeira corrida do ano, disputada em 30 de março na França, no entanto, encerrou com Villa abandonando tanto nas 350cc quanto nas 250cc, com o venezuelano Johnny Cecotto vencendo nas duas categorias. Já na Espanha, em 20 de abril, embora tenha encerrado apenas em oitavo nas 350cc, obtendo seus três únicos pontos na categoria naquele ano –– o italiano terminou apenas na 36ª colocação na tabela ao fim do ano ––, findou nas 250cc com a pole position, a volta mais rápida do trajeto e a vitória, contando ainda com os abandonos de Cecotto por conta de uma quebra de corrente e do japonês Ikujiro Takai, segundo colocado na França.
Não tendo participado da etapa da Áustria em 4 de maio nas 350cc (não houve nas 250cc), abandonou na Alemanha Ocidental na semana seguinte na categoria, mas conseguiu repetir o resultado da Espanha nas 250cc, largando na frente, obtendo a volta mais rápida, a vitória e contando com os abandonos de Cecotto –– este disputava a liderança da corrida com o italiano até então –– e Takai, que deixava de concorrer pelo título. Na Itália, em 18 de maio, obteve os mesmos resultados, abandonando nas 350cc, e pole position, volta mais rápida e vitória nas 250cc. Não tendo participado do TT da Ilha de Man, voltou a correr em 28 de junho, nos Países Baixos. Ainda que tenha largado na frente nas 350cc, teve novo abandono. Já nas 250cc, como nas corridas anteriores, obteve o melhor resultado nos três quesitos.
Com as seguidas vitórias do italiano, aliado aos resultados desfavoráveis de Cecotto, a disputa pelo campeonato ficou restrita essencialmente ao seu companheiro Rougerie, que, independentemente de não ter vencido ainda, vinha obtendo resultados consistentes. Apesar disso, na etapa da Bélgica, realizada em 6 de julho, ainda que tenha largado na frente, Villa terminou atrás de Cecotto e Rougerie. Na Suécia, em 20 de julho, embora o venezuelano tenha largado na frente desta vez, contou com o abandono deste para vencer, precisando para a corrida do fim de semana seguinte, na Finlândia, apenas que Cecotto não vencesse para conquistar o título.
No país nórdico, a despeito de ter abandonado por conta de uma queda a corrida das 250cc, com o mesmo ocorrendo nas 350cc, acabou contando com uma vitória de Rougerie sobre Cecotto para conquistar seu segundo título, mesmo com duas etapas a serem disputadas e o francês estando apenas nove pontos atrás. Já na Tchecoslováquia, em 24 de agosto, largou com dois minutos de atraso e encerrou apenas na 13ª colocação. Rougerie terminou como o vencedor da corrida, assumindo a ponta da tabela na pontuação geral, com 91 pontos seus contra 85 do italiano. Na Iugoslávia, em 21 de setembro, a equipe da Harley não esteve presente.
O segundo título ocorreu apenas por uma questão técnica: Rougerie, ainda que tenha terminado o campeonato com mais pontos que o italiano, já estava fora da disputa pelo título desde o GP da Suécia por conta do critério "dos seis melhores resultados". Segundo as regras adotadas na época, apenas os seis melhores resultados de cada piloto eram considerados para a classificação final, sendo que, destes, três melhores resultados eram oriundos das cinco primeiras corridas, e os outros três das restantes. Como Villa havia vencido cinco corridas, e Rougerie apenas duas, não havia como este superá-lo no critério "dos seis melhores resultados", com o italiano fechando a classificação com 85 pontos contra 76 do francês. Embora estivesse 43 pontos atrás (85 pontos do italiano contra 42 do venezuelano), Cecotto ainda possuía a perspectiva até Rougerie vencer a etapa da Finlândia pela possibilidade de igualar o número de vitórias de Villa, vencendo-o pelo segundo melhor resultado, o que acabou impossibilitado, com ele ainda terminando também atrás de Dieter Braun após o abandono na penúltima corrida e também não ter participado da etapa da Iugoslávia.
Villa, que vinha sendo fortemente criticado pela imprensa italiana por esta considerar que ele havia conquistado o seu primeiro título apenas por questão de sorte, questionando a capacidade do italiano de conseguir brigar pelo título novamente, também encerrou o ano vencendo o título nas 250cc do campeonato italiano, quatro pontos à frente do piloto da Yamaha Otello Buscherini, que findou com o vice-campeonato. Este também foi o primeiro título no italiano da Harley-Davidson, ano em que a equipe ítala-estadunidense também finalizou com a conquista do primeiro título de construtures no mundial.

##### 1976

###### 250cc
O terceiro ano, 1976, o qual teve Gianfranco Bonera como seu novo companheiro de equipe, terminaria sendo o seu mais bem sucedido. Embora tenha sofrido uma queda durante a corrida de abertura, realizada na França em 25 de abril, iniciou a época das 250cc com uma vitória no país francófono após ter largado na frente, e também findou com a volta mais rápida da corrida. Na etapa seguinte, disputada no seu país natal em 16 de maio, alcançou novamente um grand slam –– a pole position, a vitória e a volta mais rápida do trajeto ––. Apesar dos resultados, acabou não pontuando nas duas corridas seguintes. Na Iugoslávia, saiu apenas na quinta posição e acabou abandonando. Já no TT da Ilha de Man, novamente não participou daquela que seria a última edição da corrida, com esta sendo excluída do calendário do campeonato a partir do ano seguinte e se tornando um evento isolado, chegando a ser ultrapassado momentaneamente na liderança do campeonato por Tom Herron, que o ultrapassou por um ponto após vencer o TT.
Villa voltou a triunfar em 27 de junho, no TT de Assen, nos Países Baixos, quando largou na frente e também terminou com a volta mais rápida. Esta vitória em Assen ocorreu com tanta facilidade sobre os demais pilotos que, a equipe da Yamaha, do qual o japonês Takazumi Katayama havia finalizado em segundo e vinha disputando o título com o italiano, chegou a apresentar uma queixa aos organizadores da competição alegando que o motor da Harley não estava condizente com a categoria, embora esta não tenha surtido efeito. O piloto da Harley também venceu a corrida do fim de semana seguinte, na Bélgica, liderando nos três quesitos –– obteve a pole position, a vitória e a volta mais rápida.
O italiano voltou a abandonar uma corrida em 25 de julho, na Suécia. Este abandono, a despeito que Villa viesse obtendo uma dominância nas corridas da categoria até então, acabou custando a liderança do campeonato momentaneamente para Katayama, que venceu na etapa sua única corrida naquele ano, ultrapassando o piloto da Harley-Davidson em um ponto na tabela. Apesar disso, o japonês perdeu a ponta da tabela já na semana seguinte, no GP da Finlândia, quando o italiano novamente obteve um grand slam na corrida, com Katayama ficando dois pontos atrás após encerrar em segundo na corrida. Para o GP da Tchecoslováquia, disputado em 22 de agosto, obteve novamente a pole position, e outra vez findou a corrida com a vitória e a volta mais rápida.
Com a vitória na Tchecoslováquia, Villa conquistou seu terceiro título mundial na categoria por causa do critério "dos seis melhores resultados" após obter sua sexta vitória no ano –– Katayama possuía apenas uma até então, com apenas duas corridas restantes ––. Já campeão, e ao contrário dos dois anos anteriores, venceu a corrida seguinte ao título, da Alemanha Ocidental, realizada na semana seguinte à conquista, após largar na pole position e também completar com a volta mais rápida. Já na última etapa do ano, na Espanha, dada em 19 de setembro, após largar na quarta posição, findou em segundo, atrás de seu novo companheiro de equipe naquele ano, Bonera, ainda que tenha marcado o melhor tempo de volta. A Harley também obteve o seu segundo e último título de construtures neste ano.

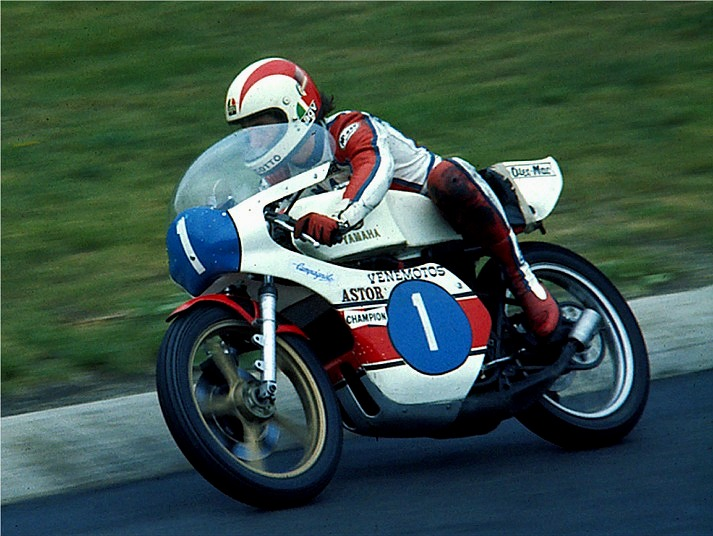
Johnny Cecotto durante o GP da Alemanha. Fora nesta corrida que Villa garantiu o título sobre Cecotto após ultrapassá-lo na classificação ainda na corrida anterior.

###### 350cc
A coroação de Villa na temporada ocorreu nas 350cc. A Harley vinha desenvolvendo uma moto refrigerada a água para a categoria desde 1974, a RR350, contando com a participação do italiano. A RR350, que originalmente tinha 76 horses power (77,05 cavalos-vapor), teve sua potência reduzida para 68 horses power (68,94 cavalos-vapor) a pedido de Villa, com ele justificando anos depois: "(...) porque eu podia usar essa força completamente. Velocidade máxima não é a resposta; ela só pode ser utilizada brevemente e simplesmente esgota o piloto. Para vencer, você precisa de uma moto que esteja bem adaptada às características do circuito e não exija muita concentração do piloto".
Na etapa de abertura da temporada, ainda que Giacomo Agostini tenha largado na frente, conseguiu terminar em primeiro, obtendo sua primeira vitória dupla na carreira, bem como a primeira vitória da Harley-Davidson na categoria, também encerrando com a volta mais rápida. Na corrida da Áustria, disputada em 2 de maio e onde não houve etapa das 250cc, concluiu em segundo, mesmo tendo ocorrido uma falha elétrica em sua moto na largada, atrás de Johnny Cecotto, que havia saído na frente na corrida. Villa também fez a volta mais rápida do trajeto. Os resultados o credenciaram a disputa do título da categoria.
Uma sétima posição na Itália, um abandono no GP da Iugoslávia, sua costumeira ausência no TT da Ilha de Man, e outro abandono, nos Países Baixos, deixaram Cecotto, que também tinha obtido resultados inconsistentes, com uma vantagem de catorze pontos sobre o italiano, faltando quatro corridas para o término da época. O panorama se alterou a partir do GP da Finlândia, onde Cecotto abandonou e Villa venceu após largar na frente, ultrapassando o venezuelano em um ponto. No GP seguinte, na Tchecoslováquia, com um novo abandono do venezuelano, aumentou sua vantagem na liderança para dezesseis pontos após nova vitória onde novamente tinha largado na frente, e também encerrando com a volta mais rápida. Na Alemanha, Villa largou na frente, e ele e Cecotto realizaram uma ferrenha disputa pela vitória na corrida –– caso Villa vencesse, Cecotto não teria como ultrapassá-lo na pontuação final na última corrida ––, com o italiano ultrapassando a linha de chegada em primeiro, seguido de Cecotto, garantindo o título nas 350cc com uma corrida a disputar –– na Espanha, embora tenha largado na frente, chegou apenas em sexto.
Os dois títulos o tornaram apenas o terceiro piloto na história da competição a vencer as duas categorias no mesmo ano, após Jim Redman em 1962 e 1963 e Mike Hailwood em 1966 e 1967. Ao contrário dos britânicos, o seu domínio no mundial se estendeu ao campeonato nacional, com o italiano também vencendo as duas categorias na Itália –– 20 pontos à frente de seu companheiro Bonera nas 250cc (50 pontos a 30) e por oito pontos Otello Buscherini, da Yamaha, nas 350cc (33 pontos contra 25) ––. Redman também chegou próximo de quatro títulos em 1962 ao vencer as 250cc rodesianas. Após Villa, apenas outros dois pilotos conseguiram repetir dois títulos na mesma temporada, Kork Ballington em 1978 e 1979 e Anton Mang em 1981 –– Freddie Spencer também, em 1985, mas as 500cc e 350cc.

#### Declínio
O ano de 1976, apesar de sua dominância, acabou sendo sua última grande temporada pela equipe. Com a perda de interesse e investimentos da gerência da Harley, que não obteve o retorno esperado sobre o seu investimento e passava por uma grave crise financeira nos Estados Unidos por conta da crise do petróleo e da forte concorrência das motos japonesas, aliada a contratação de Franco Uncini, que, segundo Villa, "tinha pouco respeito pelos colegas de equipe e por mim. Havia incansáveis discussões, e ele jogou jogos que eu não gostava", terminou com Villa apenas em terceiro nas 250cc, atrás de Uncini e Mario Lega –– Lega venceu o campeonato com apenas uma vitória ––, e num decepcionante 18° nas 350cc, ano marcado pelo abandono do critiério "dos seis melhores resultados" para a classificação do campeonato, com todas as corridas valendo para a definição da classificação dos pilotos a partir daquele ano. O mesmo seria visto no italiano, com apenas uma quinta colocação.
Apesar dos resultados decepcionantes de 1977, Villa iniciou o ano com uma vitória na corrida de abertura da temporada nas 250cc, na Venezuela, a primeira corrida fora do continente europeu desde 1967, superando Uncini, que havia largado na pole position; embora nas 350cc tanto ele quanto seu colega tenham abandonado. A vitória acabou se mostrando um inconstância nas corridas seguintes: diferentemente dos anos anteriores, Villa foi significativamente mais lento nas corridas, com as motos da Harley-Davidson também apresentando vários problemas de confiabilidade ao longo do ano. Na Alemanha, pelas 250cc, abandonou a corrida logo no início, com o mesmo se dando na Itália, com problemas no motor; e nem chegando a conseguir se classificar na Espanha. Em contraste, nas 350cc conseguiu finalizar na sétima posição na Alemanha e Itália.
Após a corrida da Espanha, Villa acusou publicamente o chefe da equipe, Gilberto Milani, de favorecer a Franco Uncini. Apesar disso, Uncini também estava sofrendo com os constantes problemas. Na etapa da França, enquanto Villa terminou apenas no 23º lugar nas 250cc, Uncini abandonou; nas 350, onde não conseguiu se classificar, seu colega não passou da fase de aquecimento. Na Iugoslávia, ambos abandonaram. Já nos Países Baixos finalizou em quarto, uma posição atrás de seu conterrâneo. Os resultados mudaram apenas para a etapa da Bélgica, após o plantel trocar de quadro e passar a utilizar um fabricado pela Bimota,  resultando em sua vitória na corrida. Apesar disso, na Suécia abandonou outra corrida, embora voltando a triunfar na Finlândia –– onde conseguiu um 8º nas 350cc ––, e ainda obtendo um segundo na Tchecoslováquia, após Uncini desdenhar as ordens da equipe e se recusar a deixar Villa ultrapassá-lo. Na última etapa, no Reino Unido, encerrou em 9º.
Em 1978 Villa correu como o único piloto representando a Harley-Davidson. Apesar disso, não contou com o suporte direto da fábrica, fazendo uso do patrocinio da fabricante de capacetes Nolan para obter o financiamento necessário para a empreitada. Por conta disto, Villa obteve poucos resultados expressivos no ano, disputando sua última corrida com a marca em 2 de julho, quando colocou sua moto Harley à venda após a venda da fábrica da Aermacchi pela Harley-Davidson para a Cagiva, passando a correr com uma MBA nas corridas restantes. Ainda correndo pela Harley, nas 250cc, abandonou as corridas da França e Itália, e Bélgica e Finlândia com a MBA. No Reino Unido não conseguiu se classificar para a corrida, finalizando apenas as corridas da Alemanha Ocidental, em 12º, e Tchecoslováquia, em 8º. Já nas 350cc, abandonou na Venezuela após se machucar, não conseguiu se classificar para as etapas da Áustria e Itália, abandonou nos Países Baixos após novo acidente, e obteve um terceiro lugar na Bélgica, onde também terminou com a volta mais rápida daquela que foi sua última corrida com a Harley. Com a MBA, ainda foi 18º no Reino Unido. Villa também chegou a disputar as 500cc pela Suzuki na Áustria, mas abandonando após problemas com o motor.

### Final da carreira
Para 1979 retornou para a Yamaha, em substituição a Franco Uncini –– Uncini havia retornado para a Yamaha em 1978 por conta de temporada de atritos com Villa em 1977, e estava assinando com a Suzuki para correr naquele ano ––, contando com o apoio da empresa venezuelana Venemotos Yamaha para a empreitada. Apesar disso, o italiano terminou apenas na sétima colocação ao fim do campeonato, tanto nas 250cc quanto nas 350cc, as duas únicas categorias que disputou naquele ano. O ano também  ficou marcado por diversas falhas da equipe –– em Hockenheimring, chegou a ficar sem combustível na última volta enquanto brigava pela vitória com Kork Ballington, situação parecida que ocorrera nas 100 Milhas de Ímola no ano anterior, quando caiu na última prova após toque no mesmo Ballington.
Embora Villa não tenha disputado o título naquele ano, iniciou a temporada com uma vitória no GP da Venezuela nas 250cc, em 18 de março, a única corrida que venceu em mundiais sem correr pela equipe ítala-estadunidense, também obtendo a volta mais rápida. Nas demais etapas da categoria naquele ano, encerrou em 4º na Itália, 5º na Espanha, 11º na Iugoslávia, 9º nos Países Baios, 5º na Finlândia, 9º na Tchecoslováquia e apenas 21º na França, seis voltas atrás do vencedor Ballington. Na Alemanha Ocidental, Villa chegou a obter a pole position, mas terminando apenas na 27ª colocação. Já nas 350cc, obteve um segundo lugar na Venezuela, 5º na Áustria, e 3º tanto nos Países Baixos quanto na França. Nas demais corridas da classe, abandonou, com exceção da Alemanha, onde, embora também tenha obtido a pole position, não conseguiu largar na corrida.

Eu tive sorte, ou talvez azar, em correr contra os verdadeiros grandes pilotos: Taveri, Paso, Hailwood, Degner, Saarinen, Katayama, e todos tiveram suas forças e fraquezas. Você precisava tratá-los com respeito, e ainda assim encontrar seu ponto fraco e então meter a faca.

–Villa falando sobre seus rivais.
Villa ainda chegou a disputar mais algumas corridas em 1980, este ano defendendo com a Adriática-Yamaha, que estava preparando um novo motor com o engenheiro neerlandês Jan Vieteveen, e, embora o motor não tenha demonstrado resultados satisfatórios, Villa chegou a obter um terceiro lugar no GP da Itália nas 350cc e pontuado nas demais corridas que finalizou –– 6º na França e 10º no Reino Unido pela categoria; ainda abandonou nos Países Baixos e Tchecoslováquia. E nono na Iugoslávia e Tchecoslováquia nas 250cc, abandonando no Reino Unido ––; e em 1981, na Áustria, nas 350cc, onde acabou fraturando as costelas após um acidente com seu ex-companheiro de Harley-Davidson Michel Rougerie, com a moto do francês chegando a pegar fogo, e na Tchecoslováquia, nas 250cc e 350cc, mas abandonando ambas as corridas que acabaram sendo suas duas últimas em mundiais. Seu último grande momento na carreira se deu ainda em 1979, quando conquistou seu oitavo título italiano, com as 250cc, sete pontos à frente do vice-campeão Sauro Pazzaglia, e terminou vice-campeão nas 350cc, dois pontos atrás de Massimo Matteoni.
Apesar de abandonar as corridas de motovelocidade, Villa continuou no motociclismo, passando a disputar corridas de resistência, obtendo como melhor resultado um segundo lugar em Nürburgring. Ainda em 1978 Villa já havia começado a participar de competições de resistência, participando do Bol d'Or em sua primeira temporada no circuito Paul Ricard, em ano que também ficou marcado pela remodelação da competição, e contando com importantes pilotos do circuito internacional, como Patrick Pons, Christian Sarron e Michel Rougerie. Villa correu naquele ano fazendo dupla com Marc Fontan utilizando a prestigiosa Honda Japauto, e findou na sétima colocação geral após ter chegado a assumir a terceira posição antes de ter problemas elétricos na moto. Em 1981 novamente esteve presente na prova, esta edição correndo em parceria com Christian Le Liard e utilizando a lendária Honda Elf E. Com esta última, ajudou no desenvolvimento final da moto, tendo começado a participar do projeto quando este estava em fase de prototipagem. Sobre ela, Villa chegou a comentar: "Era como um carro de F1; a duas rodas mais avançada tecnologicamente de seus dias". Em 1984, ano marcado por uma queda de Villa na S de la Verrerie, onde o italiano ficou com dois dedos quedrados e sua moto destruída, e 1985, Villa participou da competição francesa defendendo a Ducati, em parceria com Walter Cussigh.
A última temporada de Villa nas competições de resistência fora em 1985 com a mesma Ducati, conseguindo naquele ano terminar em quarto nas 8 Horas de Nürburgring ainda em parceria com Cussigh. Ainda pela equipe italiana, chegou a disputar mais algumas corridas do campeonato de superbike italiano, correndo contra alguns icônicos pilotos, como Davide Tardozzi, Virginio Ferrari e Marco Lucchinelli, enquanto também estava envolvido no desenvolvimento das motos da fabricante italiana. Naquele ano Villa também chegou a correr em Misano com uma Yamaha TZ500J que ele havia comprado no início do ano anterior. No princípio dos anos 1990, ele também chegou a correr com motos de um cilindro, em competição recém-criada. Nesse período, Villa também participou de corridas de exibição de motos clássicas, como nos eventos da American Historic Racing Motorcycle Association nos Estados Unidos, após manter várias de suas antigas motos de corrida.

## Estilo de pilotagem

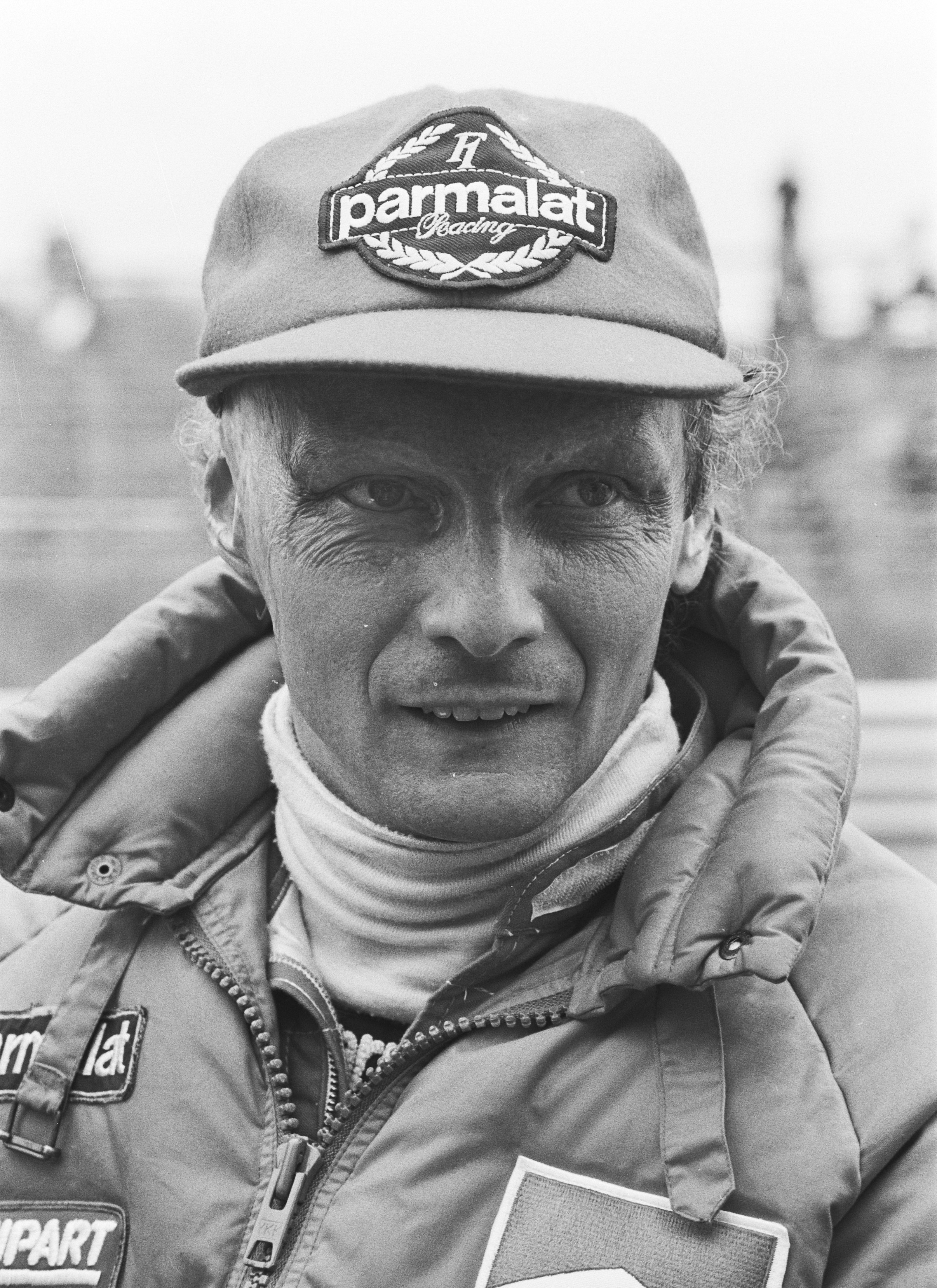
Niki Lauda em 1982. Enzo Ferrari descreveu Villa como "o Niki Lauda das motos" por suas características de pilotagem similares.

Villa é considerado por seus contemporâneos como um dos pilotos mais completos de sua geração. Analítico, costumeiramente ele estudava meticulosamente os resultados dos testes de cada piloto para conseguir obter vantagem sobre eles. Seu nível de dedicação ao motociclismo foi descrito como chegando a obsessão, com traços de crueldade, tendo como seu único objetivo nas corridas a vitória. Apesar disso, não era considerado agressivo, mas um piloto conservador, que não se permitia ao erro. Suas principais características como piloto eram a consistência e a sagacidade tática. Ele não realizava muitas investidas contra os adversários durante as corridas, mas os vencia pelo cansaço, acompanhando-os durante a corrida até encontrar um sinal de fraqueza, então os ultrapassava quando tivesse uma oportunidade. Ele também foi descrito como tendo um ritmo muito rápido.
Desde o início de sua carreira, Villa também demonstrara uma capacidade diferenciada para correr na chuva, sendo considerado quase imbatível nestas circunstâncias. Sua segunda vitória em campeonatos italianos, na categoria de juniores, disputada no prestigioso circuito italiano de Ímola, se deu nestas condições. Seu perfil adaptável também permitira que se envolvesse em vários tipos de corridas, com destaque para as de velocidade, resistência e subida de montanhas, e também utilizasse vários tipos de motos, característica muito influenciada pelo conhecimento adquirido trabalhando com seu irmão na preparação e desenvolvimento de motos no início de sua carreira, com Villa participando do desenvolvimento das suas motos de corridas mesmo quando já era campeão mundial.
Villa também utilizava de "jogos mentais" nas corridas, comentando anos após a conquista sobre a artimanha que utilizou contra Johnny Cecotto durante a disputa pelo título das 350cc na temporada de 1976: "(...) Cecotto era muito orgulhoso, e uma vez que nós percebemos isso, nós fizemos uso disso, e ele perdeu a cabeça. Eu andava ao lado dele em uma curva e sorria para ele, fazendo-o pensar que eu estava à vontade enquanto ele estava no limite. Para se afastar de mim, ele exageraria e terminaria errando. O que ele não percebia, enquanto eu sorria para ele, é que eu estava cerrando os dentes e já estava no meu limite."
Seu perfil levaria Enzo Ferrari, o qual conheceu enquanto trabalhava como mentor e piloto de testes na Pirelli, a compará-lo ao piloto de Fórmula 1 Niki Lauda, que conquistou seus primeiros títulos –– em 1975 e 1977, com outro ocorrendo em 1984 após um hiato na categoria –– na mesma época que Villa enquanto corria pela Scuderia Ferrari. Lauda era considerado a thinking racer, em uma tradução livre, um piloto que pensar antes de agir, característica associada ao piloto austríaco, e também costumava se envolver na preparação dos carros, sendo considerado como um exímio piloto de testes.

## Legado
Villa correu em uma época que marcou o fim do período amador do esporte a motor, onde as equipes funcionavam descentralizadas, sem a necessidade do apoio de fábrica para correr e o início da era profissional da categoria, com o surgimento de patrocinadores e associações de pilotos. Sobre isto, ele chegou a comentar: "Nós fomos os últimos dos pioneiros, e os primeiros profissionais de verdade. Eu tive meu primeiro patrocínio pessoal no início dos anos 1970, uma fabricante de móveis chamada Macar, enquanto Johnny Cecotto ganhou uma fortuna por usar um capacete da Lem."
Apesar de todo seu sucesso, mesmo tendo sido o único a conquistar títulos mundiais pela Harley-Davidson, uma das marcas mais prestigiadas e cultuadas no motociclismo, embora não necessariamente no cenário de competições, e ser no momento de sua aposentadoria o terceiro italiano com mais vitórias no mundial, atrás apenas de Giacomo Agostini, com 122, e Carlo Ubbiali, com 39,  ele acabou tendo um destaque inversamente proporcional ao seu sucesso, muito afetado pelo estrondoso sucesso obtido pelo seu conterrâneo Agostini, mesmo que este estivesse em final de carreira quando Villa obteve seus títulos, e por outros pilotos italianos, como Marco Lucchinelli e seu desafeto Franco Uncini, que conquistaram seus títulos nas 500cc poucos anos após Villa, em 1981 e 1982, respectivamente.

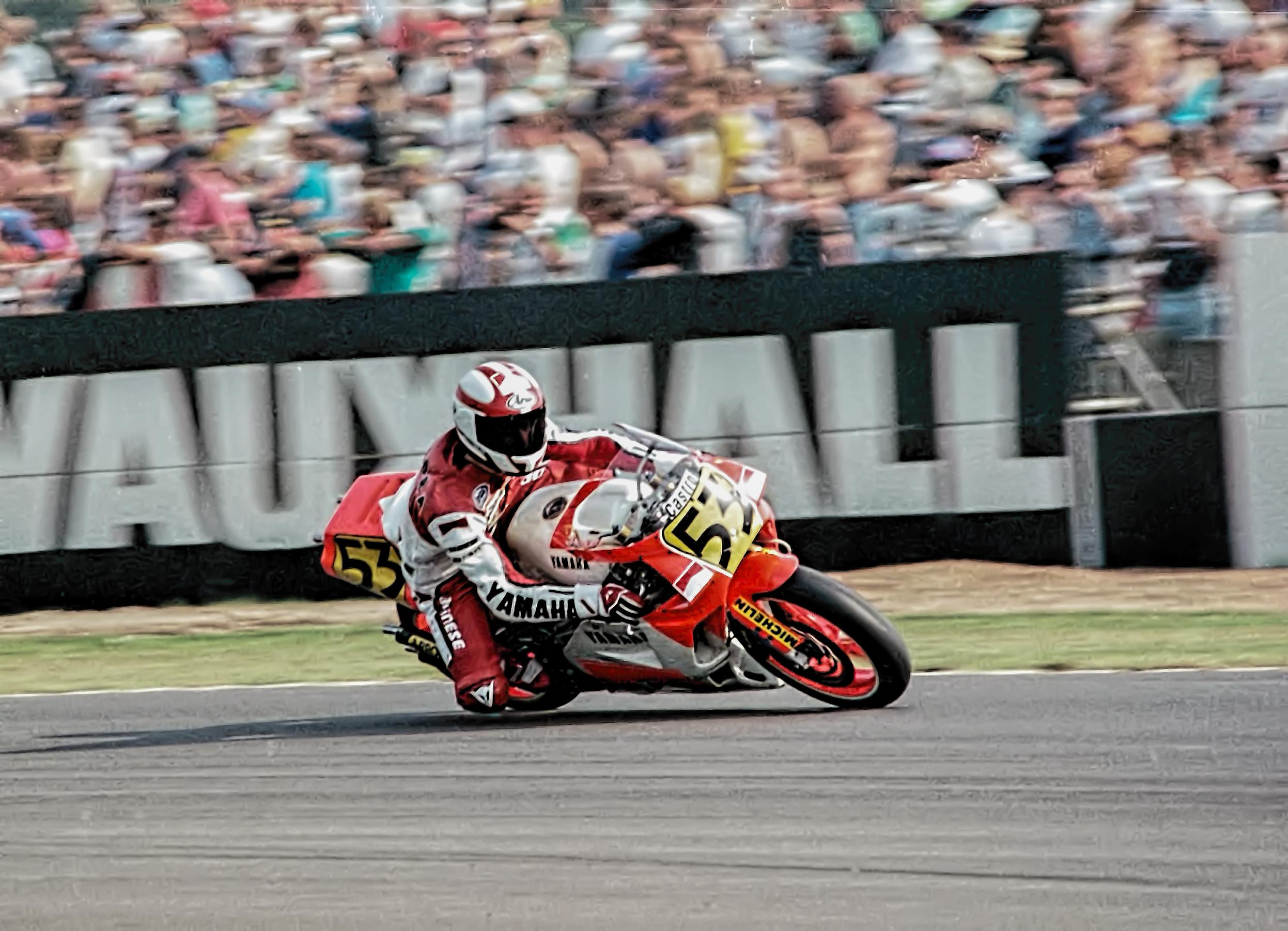
Luca Cadalora em 1989. Villa foi uma forte influência no início da carreira de Cadalora, com o próprio dizendo que baseou seu estilo de pilotagem analítico no de Villa.

Ainda enquanto corria, e principalmente após abandonar as corridas de motovelocidade, Villa deu suporte no desenvolvimento de vários pilotos. Luca Cadalora, que começou trabalhando com os irmãos Villa na Moto Villa, se tornou o mais destacado, obtendo um tricampeonato mundial, vencendo as 125cc em 1985 e as 250cc em 1991 e 1992, além de ter chegado próximo do título nas 500cc em 1994, 1995 e 1996, terminando, respectivamente, em segundo, terceiro e novamente terceiro lugares. Cadalora também chegou a afirmar que baseou seu estilo de pilotagem analítico no de Villa. Outro piloto, Claudio Lusuardi, também chegou a correr no mundial, mas com menos sucesso, obtendo apenas um terceiro lugar nas 50cc em 1982 e 1983, embora tenha conquistado dois títulos italianos na mesma categoria, em 1974 e 1983. Ambos conquistaram títulos correndo pela Moto Villa, com Cadalora o mundial das 125cc e Lusuardi seus dois títulos italianos.
Por conta de seu envolvimento no esporte a motor, foi eleito Grande-Oficial –– a segunda classe mais elevada na hierarquia da condecoração, desconsiderada a destinada apenas aos chefes de estado –– da Ordem do Mérito da República Italiana em 1975, a mais importante condecoração concedida pelo Governo Italiano desde 1951, e recebeu duas vezes a Medalha por Valor Atlético, concedida pelo Comitê Olímpico Nacional Italiano: de bronze em 1966 por conta de seu título italiano nas 125cc e a medalha de ouro em 1974 por conta de seu primeiro título mundial.
Desde sua morte é realizado anualmente um evento chamado 'Memorial Walter Villa' no Autódromo de Modena, onde são realizadas corridas com motos clássicas, assim como 'Moto Villa Day', que é destinado às motos desenvolvidas pela Moto Villa. Villa também dá nome ao clube de motociclismo 'Moto Club Ghirlandina Walter e Romano Villa', que fora fundando ainda em 1969 e homenageia também seu irmão Romano, que morreu em um acidente de carro quando ainda estava no início de sua carreira nas motos. Muitas das motos utilizadas por Villa que foram desenvolvidas em conjunto com seu irmão no início de sua carreira têm se popularizado nos anos após a morte deste, com várias réplicas sendo construídas, com destaque para as baseadas na Moto Villa V4 de 250cc.

## Vitórias
A tabela abaixo resume as vitórias de Walter Villa pelo Campeonato Mundial de Motovelocidade.
| #  | Data                 | Categoria | Equipe          | Grande Prêmio         | Local                                      |
| -- | -------------------- | --------- | --------------- | --------------------- | ------------------------------------------ |
| 1  | 19 de maio de 1974   | 250cc     | Harley-Davidson | GP das Nações         | Autódromo Dino Ferrari, Ímola              |
| 2  | 29 de junho de 1974  | 250cc     | Harley-Davidson | GP dos Países Baixos  | Circuito de Assen, Assen                   |
| 3  | 28 de julho de 1974  | 250cc     | Harley-Davidson | GP da Finlândia       | Circuito de Imatra, Imatra                 |
| 4  | 25 de agosto de 1974 | 250cc     | Harley-Davidson | GP da Tchecoslováquia | Circuito de Brno, Brno                     |
| 5  | 20 de abril de 1975  | 250cc     | Harley-Davidson | GP da Espanha         | Circuito Permanente del Jarama, Madrid     |
| 6  | 11 de maio de 1975   | 250cc     | Harley-Davidson | GP da Alemanha        | Hockenheimring, Hockenheim                 |
| 7  | 18 de maio de 1975   | 250cc     | Harley-Davidson | GP das Nações         | Autódromo Dino Ferrari, Ímola              |
| 8  | 28 de junho de 1975  | 250cc     | Harley-Davidson | GP dos Países Baixos  | Circuito de Assen, Assen                   |
| 9  | 20 de julho de 1975  | 250cc     | Harley-Davidson | GP da Suécia          | Autódromo de Anderstorp, Gislaved          |
| 10 | 25 de abril de 1976  | 250cc     | Harley-Davidson | GP da França          | Circuito de Bugatti, Le Mans               |
| 11 | 25 de abril de 1976  | 350cc     | Harley-Davidson | GP da França          | Circuito de Bugatti, Le Mans               |
| 12 | 16 de maio de 1976   | 250cc     | Harley-Davidson | GP das Nações         | Circuito de Mugello, Scarperia e San Piero |
| 13 | 26 de junho de 1976  | 250cc     | Harley-Davidson | GP dos Países Baixos  | Circuito de Assen, Assen                   |
| 14 | 4 de julho de 1976   | 250cc     | Harley-Davidson | GP da Bélgica         | Circuito de Spa-Francorchamps, Stavelot    |
| 15 | 1 de agosto de 1976  | 250cc     | Harley-Davidson | GP da Finlândia       | Circuito de Imatra, Imatra                 |
| 16 | 1 de agosto de 1976  | 350cc     | Harley-Davidson | GP da Finlândia       | Circuito de Imatra, Imatra                 |
| 17 | 22 de agosto de 1976 | 250cc     | Harley-Davidson | GP da Tchecoslováquia | Circuito de Brno, Brno                     |
| 18 | 22 de agosto de 1976 | 350cc     | Harley-Davidson | GP da Tchecoslováquia | Circuito de Brno, Brno                     |
| 19 | 29 de agosto de 1976 | 250cc     | Harley-Davidson | GP da Alemanha        | Nürburgring, Nürburg                       |
| 20 | 29 de agosto de 1976 | 350cc     | Harley-Davidson | GP da Alemanha        | Nürburgring, Nürburg                       |
| 21 | 20 de março de 1977  | 250cc     | Harley-Davidson | GP da Venezuela       | Circuito de San Carlos, San Carlos         |
| 22 | 3 de julho de 1977   | 250cc     | Harley-Davidson | GP da Bélgica         | Circuito de Spa-Francorchamps, Stavelot    |
| 23 | 31 de julho de 1977  | 250cc     | Harley-Davidson | GP da Finlândia       | Circuito de Imatra, Imatra                 |
| 24 | 18 de março de 1986  | 250cc     | Yamaha          | GP da Venezuela       | Circuito de San Carlos, San Carlos         |

## Vida pessoal
Villa possuía uma vida particular privada, com poucas informações sobre ele saindo nos meios de comunicação ao longo dos anos, muito influenciado pelo seu perfil reservado. Mas é conhecido que era filho dos fazendeiros Ugo e Maria Villa, e foi o quarto entre cinco irmãos, embora a quantidade de irmãos e a posição de nascimento sejam incertas. Além de Francesco, e Romano, que chegou a correr com motos, e morreu em um acidente de carro em 1976, também é conhecido o nome de outro irmão, Alfonso, que nunca se envolveu profissionalmente em corridas. Quando adulto, se casou com Milena Severi, com quem teve dois filhos: Simona (nascida em 1973) e Marco (nascido em 1974). Gianluca Villa, seu sobrinho, também se envolveu com as motos, embora não profissionalmente.
Apesar de ser considerado como um ferrenho competidor dentro das pistas, Villa era conhecido como uma pessoa charmosa, amigável e generosa fora destas, embora também fosse considerado excêntrico. Apesar de sua amabilidade, e contrariando o estereótipo italiano, Walter era moderado e imperturbável, raramente esboçando um sorriso, e também era muito sincero quando questionado sobre alguma coisa, embora aceitasse piadas e provocações de bom grado, como o apelido "Il reverendo", ganho por sua costumeira tranquilidade. Ele também era considerado uma "cópia carregada" de seu irmão Francesco.
Além das corridas, também trabalhava no desenvolvimento e produção de motocicletas próprias com seu irmão na Moto Villa, além de prestar consultoria para outros fabricantes. Sobre isso, ele chegou a comentar: "Eu gostava de sujar as mãos, e mesmo nos meus anos de campeonato eu preparava as suspensões e freios. Eu parava apenas quando a moto estava perfeita, e se os mecânicos estavam trabalhando de noite, eu estava lá." Em dado momento, ele também chegou a ser piloto de testes dos carros da montadora De Tomaso e a trabalhar na Pirelli, onde conheceu Enzo Ferrari. Em 1980 chegou a participar de uma corrida de carros no circuito de Misano com um Fiat Abarth.
Villa morreu de ataque cardíaco enquanto dormia em sua casa no início da madrugada de 22 de junho de 2002, em Modena, um dia antes de pegar um voo para a Malásia, onde prestaria consultoria na criação de um departamento de desenvolvimento da Modenas empresa que era uma recriação da Moto Villa, que havia parado de produzir motos durante os anos 1980 e tinha sido vendida pelo proprietário majoritário, Giuseppe Visenzi, onde Francesco era dono minoritário, e realocada para o país asiático após não conseguirem revivê-la na Itália. Seu irmão estava morando na Malásia naquele momento enquanto também auxiliava no desenvolvimento . Sua mulher chegou a acionar o serviço de emergência, com os paramédicos tentando revivê-lo, mas tendo sido dado como morto antes mesmo de chegar ao hospital. Ele foi enterrado em sua cidade natal, em Castelnuovo Rangone.

## Ligação externa
- «MotoGP» (em inglês)